# Easy to Love (1953)
Easy to Love is een Amerikaanse muziekfilm uit 1953 onder regie van Charles Walters. Destijds werd de film in Nederland uitgebracht onder de titel Een meisje om te stelen.

## Verhaal
De zwemster Julie Hallerton werkt in het pretpark Cyprus Gardens in Florida. Ze laat er haar zwemkunsten zien aan het publiek en gaat op de foto met bezoekers. Ze heeft een oogje op haar chef Ray Lloyd, maar hij heeft het te druk om iets in de gaten te krijgen. Pas als Julie het hof wordt gemaakt door de zanger Barry Gordon, wordt Ray zich bewust van zijn gevoelens voor haar.

## Rolverdeling
| Acteur          | Personage       |
| --------------- | --------------- |
| Esther Williams | Julie Hallerton |
| Van Johnson     | Ray Lloyd       |
| Tony Martin     | Barry Gordon    |
| John Bromfield  | Hank            |
| Edna Skinner    | Nancy Parmel    |
| King Donovan    | Ben             |
| Paul Bryar      | Mijnheer Barnes |
| Carroll Baker   | Clarice         |
| Ed Oliver       | Orkestleider    |